# Holacanthus passer
Holacanthus passer là một loài cá biển thuộc chi Holacanthus trong họ Cá bướm gai. Loài này được mô tả lần đầu tiên vào năm 1864.

## Từ nguyên
Từ định danh của loài trong tiếng Latinh có nghĩa là "chim sẻ", không rõ hàm ý đề cập đến điều gì.

## Phạm vi phân bố và môi trường sống
H. passer có phạm vi phân bố rộng rãi ở Đông Thái Bình Dương. Loài này được xuất hiện từ vịnh California, dọc theo bờ biển México và các quốc gia Trung Mỹ và Nam Mỹ trải dài đến Bắc Peru, bao gồm cả những quần đảo xa bờ là quần đảo Galápagos (Ecuador), quần đảo Revillagigedo (Mexico), đảo Malpelo (Colombia) và đảo Cocos (Costa Rica). H. passer cũng đã được nhìn thấy ở đảo Clipperton.
Loài này sống tập trung gần các mỏm đá ngầm và rạn san hô ở độ sâu đến ít nhất là 80 m; cá con có thể được tìm thấy ở các hồ thủy triều.

## Mô tả
H. passer có chiều dài cơ thể tối đa được biết đến là gần 36 cm. Loài này có miệng nhỏ với những chiếc răng giống như lông bàn chải. Nắp mang của chúng có một hàng gai.

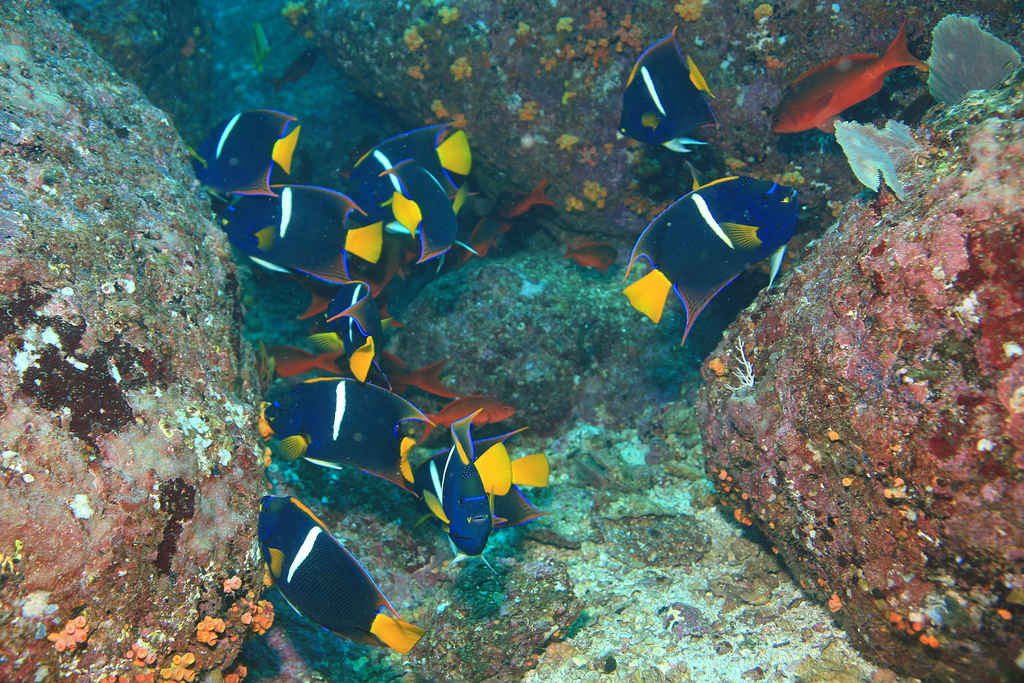
Một nhóm H. passer

H. passer trưởng thành có màu xanh lam xám thẫm với một vệt sọc dọc màu trắng ở thân trước (gần vị trí rìa vây ngực khi áp vào thân). Vây đuôi và vây ngực có màu vàng hoặc màu cam tươi. Vây bụng trắng. Phần vây gần rìa của vây lưng và vây hậu môn có màu cam; rìa vây màu xanh ánh kim. Vây lưng và vây hậu môn có thể vươn dài, tạo thành các chóp vây (phần gai vây lưng có màu vàng cam). Gần khoé miệng có một đốm màu vàng cam. Đỉnh đầu có một vệt đốm xanh sáng, lốm đốm những vệt trắng.
Cá con có màu cam ở thân trước và nâu ở thân sau. Hai bên thân có các dải sọc xanh sáng. Đầu có một dải màu nâu viền xanh óng băng qua mắt. Vây lưng và vây hậu môn màu nâu, có viền xanh sáng; các vây còn lại màu vàng cam.
Số gai ở vây lưng: 14; Số tia vây ở vây lưng: 18–20; Số gai ở vây hậu môn: 3; Số tia vây ở vây hậu môn: 17–19; Số tia vây ở vây ngực: 18–20; Số gai ở vây bụng: 1; Số tia vây ở vây bụng: 5.

## Sinh thái học
Thức ăn chủ yếu của H. passer là hải miên (bọt biển); bên cạnh đó, chúng cũng ăn một lượng nhỏ các loài tảo, sinh vật phù du và những loài thuộc phân ngành Sống đuôi.
Cá cái có tính lãnh thổ và thường bắt cặp với một con cá đực. H. passer đôi khi hợp thành đàn với cá thần tiên Pomacanthus zonipectus. Thời điểm sinh sản của chúng thường diễn ra vào cuối mùa hè. Cá con được ghi nhận có hành vi giúp các loài cá lớn loại bỏ ký sinh và mô chết ra khỏi cơ thể.
Những cá thể được cho là con lai giữa H. passer và Holacanthus clarionensis đã được quan sát tại ngoài khơi Cabo San Lucas, Baja California, México.

## Thương mại
H. passer thường được đánh bắt để nuôi làm cá cảnh.